# Stigmella malella
The Banded Apple Pigmy (Stigmella malella) là một loài bướm đêm thuộc họ Nepticulidae. It is found almost khắp châu Âu, except Iceland và Na Uy.
Sải cánh dài 4–6 mm. Con trưởng thành bay từ tháng 4 đến tháng 8.
Ấu trùng ăn Malus x astracanica, Malus baccata, Malus domestica, Malus floribunda, Malus fusca, Malus ringo, Malus sylvestris và sometimes Prunus. Chúng ăn lá nơi chúng làm tổ. 